# Allerums mosse
Allerums mosse är ett naturreservat i Helsingborgs kommun i Skåne län.
Området är naturskyddat sedan 2001 och är 11 hektar stort. Det består av ett kärr med björkar och omgivande betade marker. Vidare finns det en stor förekomst av den sällsynta sumpviolen. Detta gör Allerums mosse till en av de västligaste lokalerna för sumpviol i Europa.
Området runt Allerums mosse består till stor del idag av åkrar och betesmark samt miljöer där floran är reducerad till åkerogräs, ruderatväxter med mera. Riktiga björkkärr finns i Allerums mosse men rör sig oftast om igenvuxna mosshål. Utöver finns även blandlövskog med stora inslag av ek och bok samt hedbokskog. Från en intressant botanisk synvinkel är det resterna av lövängarna som idag består av frodig ängslövskog med ask och al som dominerande trädslag. Vidare är busk- och örtfloran mycket artrik. Längs med fält och diken återfinns stora mängder benved.

## Historia
De äldsta fynden av mänskliga boplatser i Allerums mosse ligger i samband med torvtäkt. 1918 hittades skelettet av en hund som blivit dödad av en pil för ungefär 5000 år sedan. På samma begravningsplats hittades också rester av flera gamla stenverktyg och vapen som hornyxor och en trindyxa i grönsten. Vidare gjordes ett spektakulärt biologiskt fynd vilket var rester av en kärrsköldpadda. Fyndet av denna art var det första av något slag för denna delen av Skåne.
Den stora delen av inägorna bestod av slåtterängar, med gles lövskog. Dagens s.k. Allerums mosse består som en rest av stora mossmarker som fanns kring Allerum-Laröd på 1700- och 1800-talen.

## Bilder

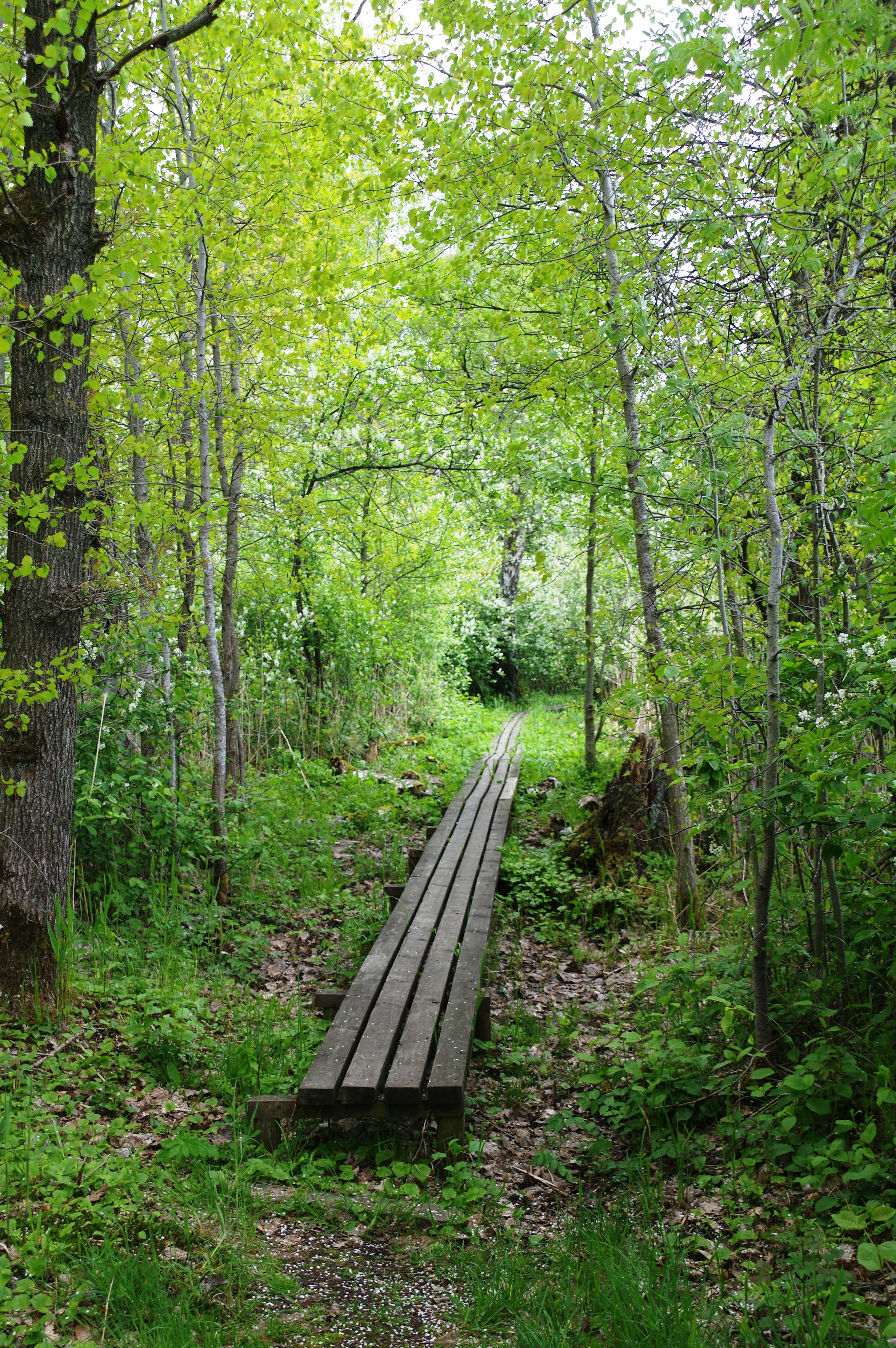
Spångad led.
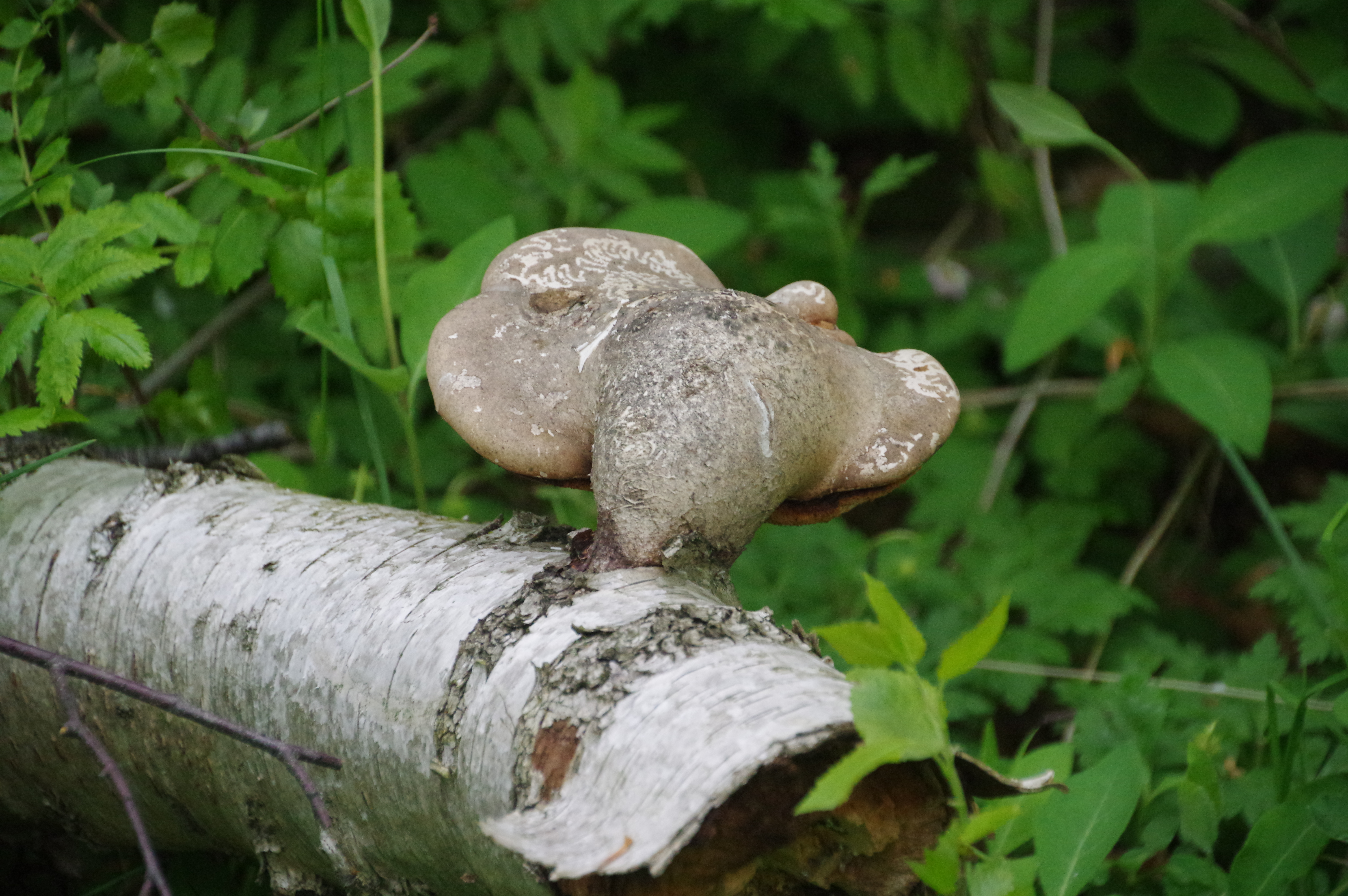
Ticka på nedfallen björk.